# Abida attenuata
Abida attenuata is een slakkensoort uit de familie van de Chondrinidae. De wetenschappelijke naam van de soort is voor het eerst geldig gepubliceerd in 1886 door Fagot.